# Locquénolé
Locquénolé är en kommun i departementet Finistère i regionen Bretagne i västra Frankrike. Kommunen ligger i kantonen Taulé som tillhör arrondissementet Morlaix. År 2022 hade Locquénolé 792 invånare.

## Befolkningsutveckling
Antalet invånare i kommunen Locquénolé
Referens:INSEE